# Arafura-Mangrovenseeschlange
Die Arafura-Mangrovenseeschlange (Parahydrophis mertoni) ist eine Art der zu den Giftnattern gehörenden Seeschlangen und in den Mangrovengebieten Nordaustraliens, Neuguineas und der Aru-Inseln verbreitet.

## Merkmale
Die Körperlänge beträgt bis zu 50 cm. Die schlanke Art ist schwärzlich, blaugrau, graubraun oder olivfarben gefärbt mit 40–50 breiten, gelblichen Ringen um den Körper. Die Kopfschilde sind gelb gefleckt, mit Ausnahme des Rostralschilds und der Labiale (Scutum sublabiale und Scutum supralabiale), die einheitlich schwarz sind. Um die Körpermitte ziehen sich 36–39 Längsreihen von Schuppen. Die Anzahl der Ventralia beträgt 153–161, die der Subcaudalia 29–35. Die Analschuppe ist geteilt.
Es handelt sich um eine der drei seltenen Seeschlangen aus den Mangrovensümpfen Nordaustraliens und Ostindonesiens. Die beiden anderen Arten sind die Greys Mangrovenseeschlange (Ephalophis greyae) und die Darwins Mangrovenseeschlange (Hydrelaps darwiniensis), die ebenfalls in den Mangrovensümpfen an der Küste Nordaustraliens anzutreffen sind, im Falle von H. darwiniensis auch im Süden von Neuguinea.

## Verbreitung und Lebensraum
Das Verbreitungsgebiet der Art umfasst die australischen Regionen Northern Territory und Queensland, wo die Art entlang der nördlichen Küsten vor allem im Northern Territory vorkommt, den Teil Neuguineas, der Küstengebiete an der Arafurasee und Torres-Straße aufweist und die Aru-Inseln. Östlich ist das Verbreitungsgebiet durch die Torres-Straße begrenzt.
Als Lebensraum bewohnt die Art Wattflächen, Ästuare und Flussmündungen in den Küstenmangroven.
Über die Gefährdung ist wenig bekannt, die Art gilt als selten. Die IUCN hat die Gefährdung der Art bislang auf Grund von Datenmangel noch nicht bewertet.

## Lebensweise
Die Art ernährt sich von Grundeln, Schlammspringern, kleinen Krebstieren und anderen Fischen, die sich in Krabbenlöchern verstecken. Wenn die steigende Flut diese Löcher überspült, folgen die Schlangen der Flut, um die Beute beim Auftauchen zu fangen. Sie können sich dabei auch auf halb überschwemmten Wattflächen fortbewegen, weil sie noch überlappende Bauchschuppen besitzen. Während die Adulten gewöhnlich unterhalb des Niedrigwasserspiegels leben, sind die Juvenilen mit den Gezeiten aktiv. Die drei Mangrovenseeschlangen dürften zu den primitivsten bekannten Seeschlangen gehören. Allerdings sind ihre Lebensweise, Biologie und Giftigkeit noch wenig dokumentiert, in erster Linie, weil bisher nur eine Handvoll Exemplare gefunden wurde.
Die Art vermehrt sich vivipar, ein Weibchen mit drei Embryonen ist nachgewiesen.

## Gift
Über das Gift ist wenig bekannt, vermutlich wirkt es postsynaptisch neurotoxisch und myotoxisch. Es gibt keine Nachweise von Schlangenbissen bei Menschen.

## Taxonomie
Die Art wurde 1910 von Jean Roux unter dem Namen Distira mertoni erstbeschrieben. Ein weiteres Synonym lautet Hydrophis mertoni De Rooij 1917. 1974 wurde die Art von Burger & Natsuno in die Gattung Parahydrophis gestellt. Die Typuslokalität der Art befindet sich in Wokam auf der Insel Tanahbesar der Aru-Inseln. Das Art-Epitheton ehrt den Zoologen Hugo Merton. P. mertoni ist die einzige Art der monotypischen Gattung.